# Dendrochilum pseudoscriptum
Dendrochilum pseudoscriptum là một loài thực vật có hoa trong họ Lan. Loài này được T.J.Barkman & J.J.Wood mô tả khoa học đầu tiên năm 1996.